# امپراتوری بطلمیوسی
حکومت بطلمیوسی (‎/ˌtɒlɪˈmeɪɪk/‎; یونانی: Πτολεμαϊκὴ βασιλεία، Ptolemaïkḕ basileía) دوره‌ای از تاریخ مصر باستان هستند که یک حکومت هلنیستی در آن هنگام قدرت را در دست داشته. در این دوره دودمان بطلمیوسی که با سلطنت بطلمیوس یکم سوتر، یکی از سرداران و جانشینان اسکندر، در سال ۳۲۳ پیش از میلاد به وجود آمد و با مرگ کلئوپاترا و روی کار آمدن مصر رومی در ۳۰ پیش از میلاد خاتمه یافت.